# Estádio Aloysio Valentim Schwertner
O Estádio Aloysio Valentim Schwertner é um estádio de futebol localizado na cidade de Estrela, no estado do Rio Grande do Sul, tem capacidade para 3.000 pessoas e é utilizado pelo Estrela Futebol Clube. 